# Phytomyza dreisbachi
Phytomyza dreisbachi är en tvåvingeart som beskrevs av Steyskal 1972. Phytomyza dreisbachi ingår i släktet Phytomyza och familjen minerarflugor.
Artens utbredningsområde är Michigan. Inga underarter finns listade i Catalogue of Life.